# Frontinellina
Frontinellina es un género de arañas araneomorfas de la familia Linyphiidae. Se encuentra en Eurasia y África.

## Lista de especies
Según el Catálogo mundial de arañas (12.0) existen las siguientes especies:
- Frontinellina dearmata (Kulczynski, 1899)
- Frontinellina frutetorum (C. L. Koch, 1834)
- Frontinellina locketi van Helsdingen, 1970